# Sebastian Schwarz (skoczek narciarski)
Sebastian Schwarz (ur. 13 sierpnia 2003) – niemiecki skoczek narciarski, reprezentant klubu WSV Reit im Winkl. Medalista mistrzostw świata juniorów (2023). 
W styczniu 2020 w Oberstdorfie zadebiutował w Alpen Cupie, zajmując lokaty w siódmej dziesiątce. W tym samym miesiącu po raz pierwszy wystartował w FIS Cupie, zajmując 39. i 33. miejsce w Rastbüchl. Pierwsze punkty tego cyklu zdobył w lutym 2022, za zajęcie 21. i 24. pozycji w Oberhofie. W lutym 2023 wystartował na mistrzostwach świata juniorów w Whistler – zajął 20. miejsce indywidualnie, 5. lokatę w rywalizacji drużynowej mężczyzn oraz zdobył brązowy medal w mikście. 18 lutego 2023 stanął na podium zawodów FIS Cupu, zajmując 3. miejsce w Villach. W marcu 2023 zadebiutował w Pucharze Kontynentalnym, kończąc zawody w Lahti na 48. i 39. pozycji. W sezonie 2023/2024 FIS Cupu najwyżej sklasyfikowany był na 13. miejscu, które zajął 4 lutego w Szczyrku. 3 marca 2024 w Oberhofie w zawodach tego cyklu zajął 32. lokatę w swoim ostatnim występie w oficjalnych zawodach międzynarodowych. Na przełomie lipca i sierpnia 2024 ogłosił zakończenie kariery sportowej.

## Mistrzostwa świata juniorów

### Indywidualnie
| 2023 Whistler | – | 20. miejsce |

### Drużynowo
| 2023 Whistler | – | 5. miejsce, brązowy medal (drużyna mieszana) |

### Starty S. Schwarza na mistrzostwach świata juniorów – szczegółowo
| Miejsce | Dzień    | Rok  | Miejscowość | Skocznia              | Punkt K | HS     | Konkurs      | Skok 1 | Skok 2 | Nota                  | Strata   | Zwycięzca       |
| ------- | -------- | ---- | ----------- | --------------------- | ------- | ------ | ------------ | ------ | ------ | --------------------- | -------- | --------------- |
| 20.     | 2 lutego | 2023 | Whistler    | Whistler Olympic Park | K-95    | HS-104 | indywid.     | 85,5 m | 88,5 m | 218,6 pkt             | 39,3 pkt | Vilho Palosaari |
| 5.      | 4 lutego | 2023 | Whistler    | Whistler Olympic Park | K-95    | HS-104 | druż.        | 94,5 m | 99,5 m | 914,2 pkt (244,8 pkt) | 58,3 pkt | Austria         |
| 3.      | 5 lutego | 2023 | Whistler    | Whistler Olympic Park | K-95    | HS-104 | druż. miesz. | 90,0 m | 98,0 m | 873,7 pkt (222,0 pkt) | 46,5 pkt | Słowenia        |

## Puchar Kontynentalny

### Miejsca w poszczególnych konkursachPucharu Kontynentalnego
| Źródło                                                                        | Źródło            | Źródło     | Źródło     | Źródło          | Źródło          | Źródło                       | Źródło                       | Źródło          | Źródło          | Źródło        | Źródło         | Źródło         | Źródło            | Źródło            | Źródło            | Źródło            | Źródło              | Źródło              | Źródło              | Źródło              | Źródło         | Źródło         | Źródło      | Źródło      | Źródło         | Źródło         | Źródło | Źródło | Źródło | Źródło | Źródło | Źródło | Źródło | Źródło | Źródło | Źródło | Źródło | Źródło | Źródło | Źródło | Źródło | Źródło | Źródło | Źródło | Źródło | Źródło | Źródło | Źródło | Źródło | Źródło | Źródło | Źródło | Źródło | Źródło | Źródło | Źródło | Źródło | Źródło | Źródło |
| ----------------------------------------------------------------------------- | ----------------- | ---------- | ---------- | --------------- | --------------- | ---------------------------- | ---------------------------- | --------------- | --------------- | ------------- | -------------- | -------------- | ----------------- | ----------------- | ----------------- | ----------------- | ------------------- | ------------------- | ------------------- | ------------------- | -------------- | -------------- | ----------- | ----------- | -------------- | -------------- | ------ | ------ | ------ | ------ | ------ | ------ | ------ | ------ | ------ | ------ | ------ | ------ | ------ | ------ | ------ | ------ | ------ | ------ | ------ | ------ | ------ | ------ | ------ | ------ | ------ | ------ | ------ | ------ | ------ | ------ | ------ | ------ | ------ |
| Sezon 2022/2023                                                               |                   |            |            |                 |                 |                              |                              |                 |                 |               |                |                |                   |                   |                   |                   |                     |                     |                     |                     |                |                |             |             |                |                |        |        |        |        |        |        |        |        |        |        |        |        |        |        |        |        |        |        |        |        |        |        |        |        |        |        |        |        |        |        |        |        |        |
| Vikersund HS117                                                               | Vikersund HS117   | Ruka HS142 | Ruka HS142 | Engelberg HS140 | Engelberg HS140 | Planica HS138                | Planica HS138                | Sapporo HS137   | Sapporo HS137   | Sapporo HS137 | Eisenerz HS109 | Eisenerz HS109 | Klingenthal HS140 | Klingenthal HS140 | Rena HS139        | Rena HS139        | Iron Mountain HS133 | Iron Mountain HS133 | Iron Mountain HS133 | Iron Mountain HS133 | Zakopane HS140 | Zakopane HS140 | Lahti HS130 | Lahti HS130 | punkty         | punkty         | punkty | punkty | punkty | punkty | punkty | punkty | punkty | punkty | punkty | punkty | punkty | punkty | punkty | punkty | punkty | punkty | punkty |        |        |        |        |        |        |        |        |        |        |        |        |        |        |        |        |
| -                                                                             | -                 | -          | -          | -               | -               | -                            | -                            | -               | -               | -             | -              | -              | -                 | -                 | -                 | -                 | -                   | -                   | -                   | -                   | -              | -              | 48          | 39          | 0              | 0              | 0      | 0      | 0      | 0      | 0      | 0      | 0      | 0      | 0      | 0      | 0      | 0      | 0      | 0      | 0      | 0      | 0      |        |        |        |        |        |        |        |        |        |        |        |        |        |        |        |        |
| Sezon 2023/2024                                                               |                   |            |            |                 |                 |                              |                              |                 |                 |               |                |                |                   |                   |                   |                   |                     |                     |                     |                     |                |                |             |             |                |                |        |        |        |        |        |        |        |        |        |        |        |        |        |        |        |        |        |        |        |        |        |        |        |        |        |        |        |        |        |        |        |        |        |
| Lillehammer HS140                                                             | Lillehammer HS140 | Ruka HS142 | Ruka HS142 | Engelberg HS140 | Engelberg HS140 | Garmisch-Partenkirchen HS142 | Garmisch-Partenkirchen HS142 | Innsbruck HS128 | Innsbruck HS128 | Sapporo HS137 | Sapporo HS137  | Sapporo HS137  | Willingen HS147   | Willingen HS147   | Lillehammer HS140 | Lillehammer HS140 | Brotterode HS117    | Brotterode HS117    | Iron Mountain HS133 | Iron Mountain HS133 | Planica HS138  | Planica HS138  | Lahti HS130 | Lahti HS130 | Zakopane HS140 | Zakopane HS140 | punkty |        |        |        |        |        |        |        |        |        |        |        |        |        |        |        |        |        |        |        |        |        |        |        |        |        |        |        |        |        |        |        |        |
| -                                                                             | -                 | -          | -          | -               | -               | 49                           | 51                           | -               | -               | -             | -              | -              | -                 | -                 | -                 | -                 | -                   | -                   | -                   | -                   | -              | -              | -           | -           | -              | -              | 0      |        |        |        |        |        |        |        |        |        |        |        |        |        |        |        |        |        |        |        |        |        |        |        |        |        |        |        |        |        |        |        |        |
| Legenda                                                                       |                   |            |            |                 |                 |                              |                              |                 |                 |               |                |                |                   |                   |                   |                   |                     |                     |                     |                     |                |                |             |             |                |                |        |        |        |        |        |        |        |        |        |        |        |        |        |        |        |        |        |        |        |        |        |        |        |        |        |        |        |        |        |        |        |        |        |
| 1 2 3 4-10 11-30 poniżej 30 dq – dyskwalifikacja - – zawodnik nie wystartował |                   |            |            |                 |                 |                              |                              |                 |                 |               |                |                |                   |                   |                   |                   |                     |                     |                     |                     |                |                |             |             |                |                |        |        |        |        |        |        |        |        |        |        |        |        |        |        |        |        |        |        |        |        |        |        |        |        |        |        |        |        |        |        |        |        |        |

## FIS Cup

### Miejsca w klasyfikacji generalnej
| Sezon     | Miejsce |
| --------- | ------- |
| 2021/2022 | 121.    |
| 2022/2023 | 33.     |
| 2023/2024 | 98.     |

### Miejsca na podium w konkursach indywidualnych FIS Cupu chronologicznie
| Lp. | Dzień     | Rok  | Miejscowość | Skocznia             | Punkt K | HS    | Skok 1 | Skok 2 | Nota      | Lok. | Strata  | Zwycięzca         |
| --- | --------- | ---- | ----------- | -------------------- | ------- | ----- | ------ | ------ | --------- | ---- | ------- | ----------------- |
| 1.  | 18 lutego | 2023 | Villach     | Villacher Alpenarena | K-90    | HS-98 | 94,5 m | 99,0 m | 268,3 pkt | 3.   | 6,4 pkt | Maximilian Ortner |

### Miejsca w poszczególnych konkursachFIS Cupu
| Źródło                                                                        | Źródło         | Źródło           | Źródło           | Źródło           | Źródło           | Źródło           | Źródło           | Źródło           | Źródło           | Źródło        | Źródło        | Źródło        | Źródło        | Źródło               | Źródło               | Źródło         | Źródło         | Źródło         | Źródło         | Źródło       | Źródło        | Źródło        | Źródło | Źródło | Źródło | Źródło | Źródło | Źródło | Źródło | Źródło | Źródło | Źródło | Źródło | Źródło | Źródło | Źródło | Źródło | Źródło | Źródło |        |
| ----------------------------------------------------------------------------- | -------------- | ---------------- | ---------------- | ---------------- | ---------------- | ---------------- | ---------------- | ---------------- | ---------------- | ------------- | ------------- | ------------- | ------------- | -------------------- | -------------------- | -------------- | -------------- | -------------- | -------------- | ------------ | ------------- | ------------- | ------ | ------ | ------ | ------ | ------ | ------ | ------ | ------ | ------ | ------ | ------ | ------ | ------ | ------ | ------ | ------ | ------ | ------ |
| Sezon 2019/2020                                                               |                |                  |                  |                  |                  |                  |                  |                  |                  |               |               |               |               |                      |                      |                |                |                |                |              |               |               |        |        |        |        |        |        |        |        |        |        |        |        |        |        |        |        |        |        |
| Szczyrk HS104                                                                 | Szczyrk HS104  | Szczuczyńsk HS99 | Szczuczyńsk HS99 | Ljubno HS94      | Ljubno HS94      | Pjongczang HS109 | Pjongczang HS109 | Râșnov HS97      | Râșnov HS97      | Villach HS98  | Villach HS98  | Notodden HS98 | Notodden HS98 | Oberwiesenthal HS105 | Oberwiesenthal HS105 | Zakopane HS140 | Zakopane HS140 | Rastbüchl HS78 | Rastbüchl HS78 | Villach HS98 | Villach HS98  | punkty        | punkty | punkty | punkty | punkty | punkty | punkty | punkty | punkty | punkty | punkty | punkty | punkty | punkty | punkty | punkty | punkty | punkty | punkty |
| -                                                                             | -              | -                | -                | -                | -                | -                | -                | -                | -                | -             | -             | -             | -             | -                    | -                    | -              | -              | 39             | 33             | -            | -             | 0             | 0      | 0      | 0      | 0      | 0      | 0      | 0      | 0      | 0      | 0      | 0      | 0      | 0      | 0      | 0      | 0      | 0      | 0      |
| Sezon 2021/2022                                                               |                |                  |                  |                  |                  |                  |                  |                  |                  |               |               |               |               |                      |                      |                |                |                |                |              |               |               |        |        |        |        |        |        |        |        |        |        |        |        |        |        |        |        |        |        |
| Otepää HS97                                                                   | Otepää HS97    | Kuopio HS100     | Kuopio HS127     | Einsiedeln HS117 | Einsiedeln HS117 | Ljubno HS94      | Ljubno HS94      | Villach HS98     | Villach HS98     | Lahti HS100   | Lahti HS100   | Falun HS100   | Falun HS100   | Kandersteg HS106     | Kandersteg HS106     | Notodden HS98  | Notodden HS98  | Zakopane HS105 | Villach HS98   | Villach HS98 | Oberhof HS100 | Oberhof HS100 | punkty |        |        |        |        |        |        |        |        |        |        |        |        |        |        |        |        |        |
| -                                                                             | -              | -                | -                | -                | -                | -                | -                | -                | -                | -             | -             | -             | -             | -                    | -                    | -              | -              | -              | 43             | 44           | 21            | 24            | 17     |        |        |        |        |        |        |        |        |        |        |        |        |        |        |        |        |        |
| Sezon 2022/2023                                                               |                |                  |                  |                  |                  |                  |                  |                  |                  |               |               |               |               |                      |                      |                |                |                |                |              |               |               |        |        |        |        |        |        |        |        |        |        |        |        |        |        |        |        |        |        |
| Frenštát HS106                                                                | Frenštát HS106 | Szczyrk HS104    | Szczyrk HS104    | Einsiedeln HS117 | Einsiedeln HS117 | Kranj HS109      | Kranj HS109      | Villach HS98     | Villach HS98     | Notodden HS98 | Notodden HS98 | Szczyrk HS104 | Szczyrk HS104 | Villach HS98         | Villach HS98         | Oberhof HS100  | Oberhof HS100  | Zakopane HS140 | Zakopane HS140 | punkty       | punkty        | punkty        | punkty | punkty | punkty | punkty | punkty | punkty | punkty | punkty | punkty | punkty | punkty | punkty | punkty | punkty | punkty | punkty |        |        |
| 27                                                                            | 36             | -                | -                | 35               | 45               | -                | -                | -                | -                | -             | -             | 12            | 27            | 3                    | 13                   | 38             | 7              | -              | -              | 146          | 146           | 146           | 146    | 146    | 146    | 146    | 146    | 146    | 146    | 146    | 146    | 146    | 146    | 146    | 146    | 146    | 146    | 146    |        |        |
| Sezon 2023/2024                                                               |                |                  |                  |                  |                  |                  |                  |                  |                  |               |               |               |               |                      |                      |                |                |                |                |              |               |               |        |        |        |        |        |        |        |        |        |        |        |        |        |        |        |        |        |        |
| Szczyrk HS104                                                                 | Szczyrk HS104  | Einsiedeln HS117 | Einsiedeln HS117 | Villach HS98     | Villach HS98     | Râșnov HS97      | Râșnov HS97      | Kandersteg HS106 | Kandersteg HS106 | Notodden HS98 | Notodden HS98 | Falun HS100   | Falun HS100   | Szczyrk HS104        | Szczyrk HS104        | Oberhof HS100  | Oberhof HS100  | Zakopane HS140 | Zakopane HS140 | punkty       | punkty        | punkty        | punkty | punkty | punkty | punkty | punkty | punkty | punkty | punkty | punkty | punkty | punkty | punkty | punkty | punkty | punkty | punkty |        |        |
| -                                                                             | -              | 55               | 41               | 46               | 51               | -                | -                | 35               | 29               | -             | -             | -             | -             | 26                   | 13                   | 41             | 32             | -              | -              | 26           | 26            | 26            | 26     | 26     | 26     | 26     | 26     | 26     | 26     | 26     | 26     | 26     | 26     | 26     | 26     | 26     | 26     | 26     |        |        |
| Legenda                                                                       |                |                  |                  |                  |                  |                  |                  |                  |                  |               |               |               |               |                      |                      |                |                |                |                |              |               |               |        |        |        |        |        |        |        |        |        |        |        |        |        |        |        |        |        |        |
| 1 2 3 4-10 11-30 poniżej 30 dq – dyskwalifikacja - − zawodnik nie wystartował |                |                  |                  |                  |                  |                  |                  |                  |                  |               |               |               |               |                      |                      |                |                |                |                |              |               |               |        |        |        |        |        |        |        |        |        |        |        |        |        |        |        |        |        |        |